# WCW/New Japan Supershow
WCW/New Japan Supershow è stato un evento annuale di wrestling in pay per view tenuto congiuntamente dalla World Championship Wrestling e dalla New Japan Pro-Wrestling dal 1991 al 1993. Lo show veniva registrato in Giappone e poi montato e trasmesso in Nord America successivamente. Le tre edizioni dell'evento fanno parte dei pochi pay-per-view della WCW non ancora disponibili in streaming su WWE Network.

## Date e luoghi di WCW/New Japan Supershow
| N. | Evento                      | Data           | Città           | Arena      | Main Event |
| -- | --------------------------- | -------------- | --------------- | ---------- | --- |
| 1  | WCW/New Japan Supershow I   | 21 marzo 1991  | Tokio, Giappone | Tokyo Dome | Ric Flair (c-NWA) vs. Tatsumi Fujinami (c-IWGP) in un match per l'unificazione dei titoli NWA World Heavyweight Championship e IWGP Heavyweight Championship |
| 2  | WCW/New Japan Supershow II  | 4 gennaio 1992 | Tokio, Giappone | Tokyo Dome | The Steiner Brothers (Rick Steiner & Scott Steiner) vs. Sting & The Great Muta                                                                               |
| 3  | WCW/New Japan Supershow III | 4 gennaio 1993 | Tokio, Giappone | Tokyo Dome | Sting vs. Hiroshi Hase |